# L'Insaisissable Monsieur Invisible
Pour plus de détails, voir Fiche technique et Distribution.
L'Insaisissable Monsieur Invisible (L'inafferrabile invincibile Mr. Invisibile) est une comédie fantastique italienne réalisée par Antonio Margheriti, sortie en 1970.

## Synopsis
Peter, un scientifique farfelu, s'injecte accidentellement une potion qui peut le rendre invisible.
Pendant ce temps, une bande de maîtres chanteurs fait sortir clandestinement un dangereux virus d'un laboratoire et menace de le libérer.
L'homme utilise donc ses nouveaux superpouvoirs pour vaincre les escrocs et rétablir la paix. 

## Fiche technique
- Titre original : L'inafferrabile invincibile Mr. Invisibile (litt. « L'Insaisissable Invincible Monsieur Invisible »)
- Titre espagnol : El invencible hombre invisible' (litt. « L'Invincible Homme invisible »)
- Titre français : L'Insaisissable Monsieur Invisible ou Mister Superinvisible ou Le Séducteur invisible[1]
- Réalisateur : Antonio Margheriti
- Scénario : Maria Laura Rocca, Luis Marquina Pichot
- Photographie : Alejandro Ulloa
- Montage : Otello Colangeli, Adolfo Cofiño
- Son : Sandro Occhetti, Fausto Achilli, Raul Montesanti[2]
- Musique : Carlo Savina
- Décors : Aurelio Crugnola (it)
- Costumes : Mario Giorsi
- Producteur : Peter Carsten
- Société de production : Edo Cinematografica, Producciones Cinematografica DIA, Peter Carsten Produktion
- Pays de production :  Italie,  Monaco,  Espagne,  Allemagne de l'Ouest
- Langue de tournage : italien
- Format : Couleur technicolor - 2,35:1 - Son mono - 35 mm
- Durée : 98 minutes
- Genre : Comédie fantastique
- Dates de sortie :
  - Italie : 17 septembre 1970
  - Espagne : 26 février 1973
  - France : 27 septembre 1975

## Distribution
- Dean Jones : Peter Denwell
- Ingeborg Schöner : Irene
- Gastone Moschin : Koko
- Peter Carsten : Pomerantz
- Luciano Pigozzi : Raimondo
- Roberto Camardiel : Beithel
- Giacomo Furia